# Adam Friedrich von Seinsheim

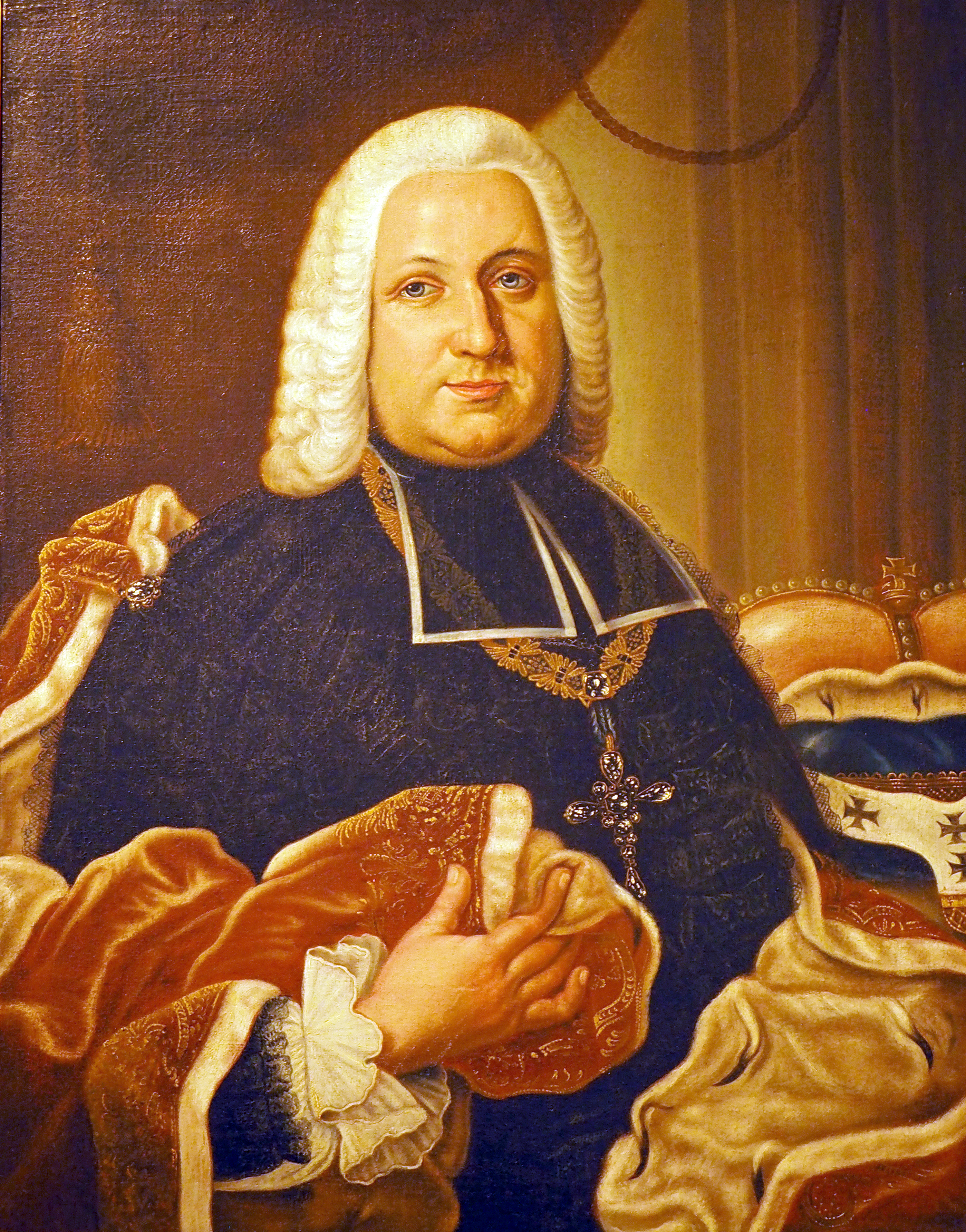
Adam Friedrich von Seinsheim, 2. Hälfte 18. Jahrhundert

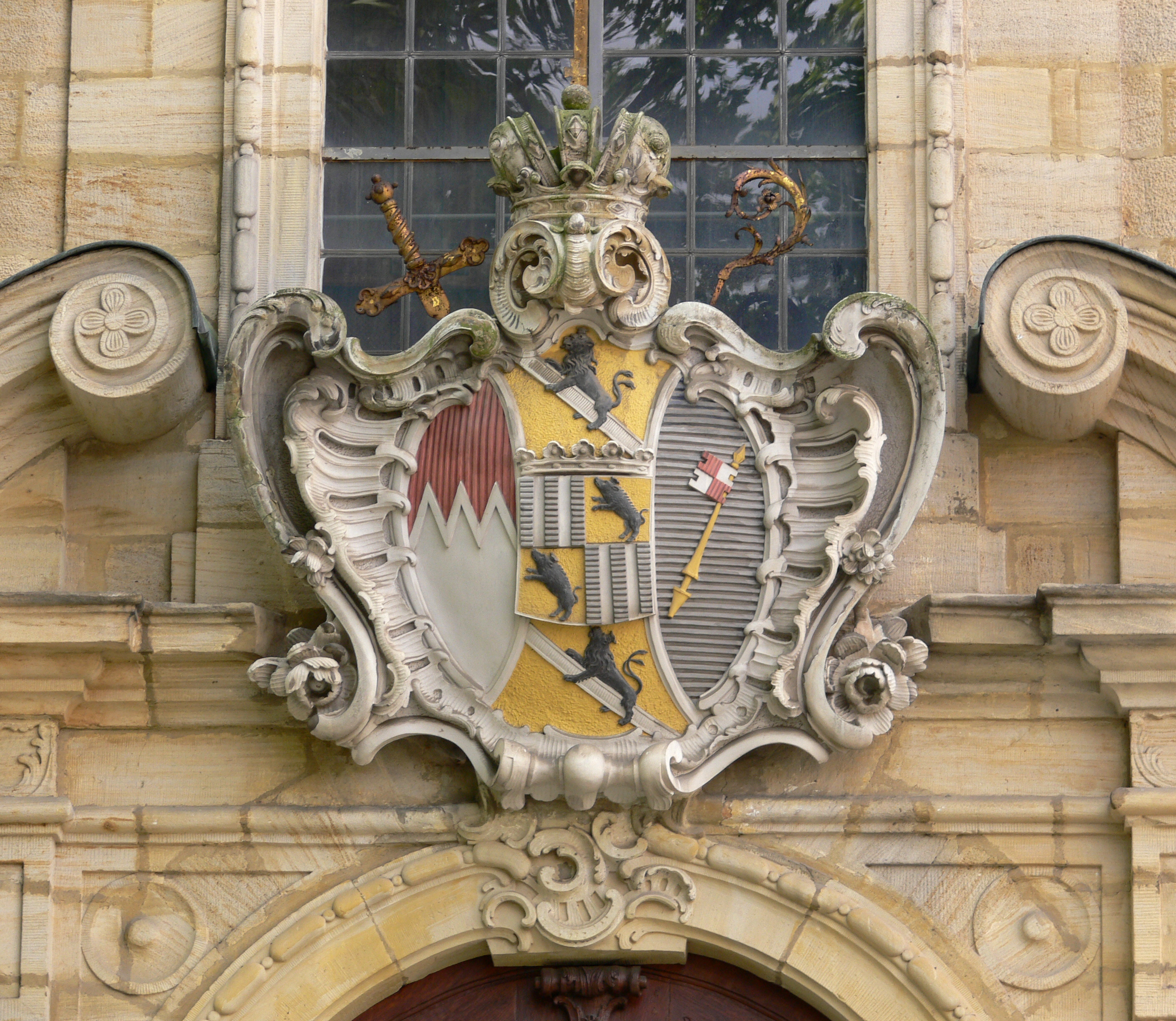
Wappen Adam Friedrichs von Seinsheim an der Kirche St. Jakob in Bamberg.

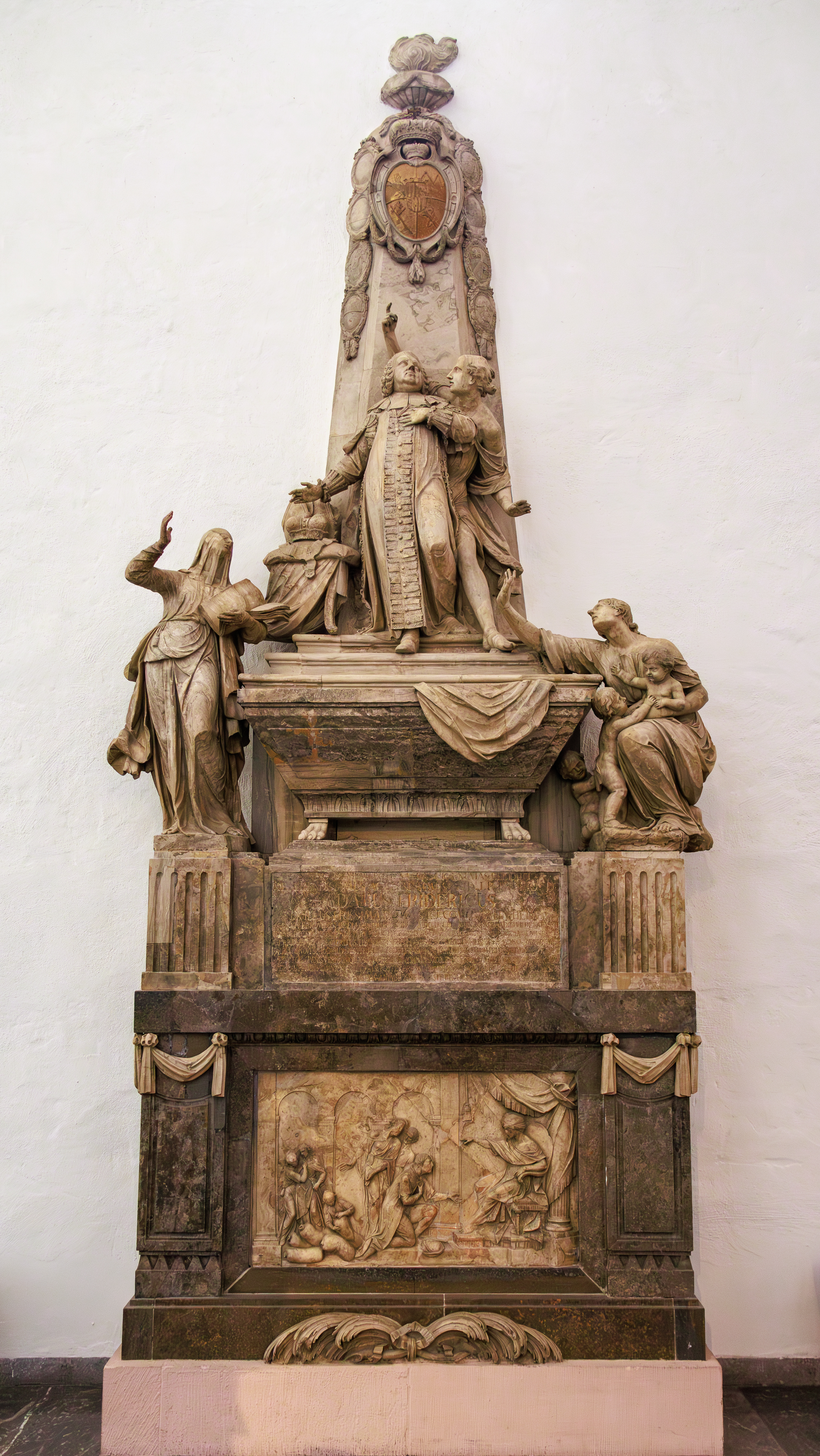
Grabmal des Fürstbischofs im Würzburger Dom

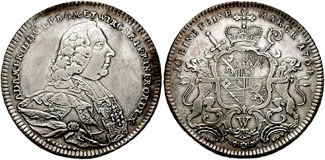
Adam Friedrich auf einem Konventionstaler von 1764

Adam Friedrich August Anton Joseph Maria Graf von Seinsheim (* 16. Februar 1708 in Regensburg oder Sünching; † 18. Februar 1779 in Würzburg) war ein deutscher Geistlicher und Politiker. Er war Fürstbischof von Würzburg (ab 1755) und Bamberg.

## Biografie
Adam Friedrich Graf von Seinsheims Eltern waren der kurbayerische Geheime Rat und Hofratspräsident Maximilian Franz Graf von Seinsheim (1681–1739) und Anna Philippina Gräfin von Schönborn (1685–1721). Damit war Adam Friedrich als Neffe mütterlicherseits mit den (Fürst-)Bischöfen Franz Georg von Schönborn, Friedrich Carl von Schönborn, Damian Hugo Philipp von Schönborn-Buchheim und Johann Philipp Franz von Schönborn verwandt.
Adam Friedrich von Seinsheim studierte Philosophie in Salzburg (Magisterexamen 1724), Theologie 1725–1727 am Collegium Germanicum in Rom und Rechtswissenschaft in Würzburg und Leiden. Von seinem Würzburger Onkel Friedrich Carl wurde er bereits früh mit diplomatischen Aufgaben betraut. Aufgrund der Berufung durch dessen Nachfolger, Anselm Franz von Ingelheim, wurde Adam Friedrich von Seinsheim 1745 kaiserlicher Gesandter und 1748 Präsident der Hofkammer sowie des Hofkriegsrats in Würzburg. Seine Karriere als Kleriker begann 1718 mit der Aufnahme in die Domkapitel zu Bamberg und Würzburg als Domizellar. Weitere Positionen folgten. 1747 wurde von Seinsheim Propst im Kollegiatstift St. Gangolf zu Bamberg, 1755 folgte die einstimmige Wahl zum Bischof von Würzburg. Wegen der 1757 eingetretenen Vakanz des Bamberger Bischofsstuhls folgte seine Wahl auf kaiserliches Drängen zur Personalunion. Außenpolitisch unterstützte er das Kaiserhaus und schloss im Siebenjährigen Krieg ein Bündnis mit Österreich, was in der Folgezeit zu Einfällen preußischer Truppen in beide Hochstifte führte.
Die Finanznöte seiner Kirchenstaaten konnte Adam Friedrich von Seinsheim trotz einer Lotterie und eines neuen Steuersystems nicht beheben. Er förderte den Verkehrswegebau und die Mainschifffahrt (Alter Kranen (Würzburg)) sowie die gesamte Wirtschaft durch Gründungen von Manufakturen und die Belebung von Bergwerken; er richtete sogar Feuerversicherungen ein.
Von Seinsheim galt als frommer Katholik und integrer Mann und wandte sich schon früh der Freimaurerei zu. Neben der religiösen und wirtschaftlichen Förderung lag sein Augenmerk auf der Entwicklung des Schulwesens. 1762 reformierte er das Bildungswesen in seinem Herrschaftsbereich mit der Einführung der allgemeinen Schulpflicht, der 1770 die Gründung eines Lehrerseminars, eröffnet am 17. September 1770 als „Hochfürstliches Schulseminar“, womit Seinsheim Begründer eines ausgebildeten Lehrerstandes war und 1771 der Erlass einer Stadt- und Landschulordnung für die untere Schulebene folgten. Gleichzeitig versuchte er mit Blick auf die wirtschaftliche Konkurrenz der protestantischen Nachbarterritorien Coburg und Bayreuth die ausufernde Volksfrömmigkeit einzudämmen, indem er 1770 die Zahl der Feiertage verringerte. Eine Maßnahme, die nicht nur einer Kürzung des Jahresurlaubs gleichkam, sondern zugleich die damals gewohnte Gliederung der Zeit veränderte und heftige Kritik auslöste. Sein Nachfolger Franz Ludwig von Erthal sah sich fünfzehn Jahre später gezwungen, die Anweisung zu widerrufen. Als Förderer des Wallfahrtswesens ließ von Seinsheim die Basilika Vierzehnheiligen vollenden und einweihen. Im Jahre 1773 erhob er die Academica Ottonia in Bamberg zur Universität – Ausdruck seiner aufklärerischen Gesinnung als deren erster Vertreter auf dem Thron der Herzöge von Franken. Im Bereich der Musik initiierte und förderte der Fürstbischof die Würzburger Hofoper, die im letzten Jahrzehnt seiner Herrschaft europaweit einen exzellenten Ruf hatte. Nach seinem Tod wurde die Bühne aufgegeben, die Einrichtung entfernt.
Als Bauherr gilt Adam Friedrich von Seinsheim als Vollender der letzten Bau- und Ausstattungsphase der riesigen Würzburger Residenz (Hofarchitekt war u. a. Franz Ignaz Michael Neumann), in der er eine glänzende Hofhaltung pflegte und die später von Napoléon Bonaparte als „le plus grand presbytère d'Europe“ (deutsch „das größte Pfarrhaus Europas“) bezeichnet wurde.
Auf den jungen hoffnungsvollen Chirurgen Carl Caspar von Siebold aufmerksam gemacht worden, gewährte er diesem nach dessen Studiumabschluss 1763 ein zweijähriges Reisestipendium für „Paris und Holland“, wo Siebold sich bei mehreren renommierten Chirurgen, unter anderem auf dem Gebiet der Blasensteinoperationen, weiterbilden konnte. Im Juni 1764 ordnete Adam Friedrich von Seinsheim an, Menschen mit Geschlechtskrankheiten von den anderen Patienten im des Juliusspitals zu trennen und in das städtische Elisabethenhaus zu verlegen. Im Jahr 1765 veranlasste er den Erwerb eines Hauses (das „Welzhaus“ in der heutigen Klinikstraße 6 in Würzburg) in der Nähe des Juliusspitals, in dem die bisher vernachlässigte Patientengruppe der Epileptiker zur Kur und auch zur Pfründe zugelassen werden sollten. Der aufgeklärte Fürstbischof eröffnete dieses erste Epileptikerhaus am 19. April 1773 (Die Stiftungs- bzw. Fundationsurkunde wurde am 22. Mai 1773 ausgestellt). Unter ihm wurde 1767 am Juliusspital eine eigene Professur für die Medizinische Klinik eingerichtet. Das Interesse des Fürstbischofs an seinen Untergebenen, sein Kampf gegen mangelnde Bildung und andere Missstände brachte ihm den Titel „Vater des Vaterlandes“ ein. Adam Friedrich von Seinsheim starb nach einer verschleppten Lungenentzündung in Würzburg und wurde dort bestattet. Im Bamberger Dom errichtete man ihm ein Epitaph, das sich jedoch seit 1838 in der Michaelskirche befindet.